# Nicola Juniper
Pour les articles homonymes, voir Juniper (homonymie).
Nicola "Nikki" Ann Juniper née le 12 août 1981 dans l'Essex, est une coureuse cycliste professionnelle anglaise.

## Biographie
En 2020, Nikki Juniper est directrice sportive et entraîneuse des juniors féminines de l'équipe cycliste Tofauti Everyone Active.

## Palmarès sur route
- 2014
  - Coupe de Grande-Bretagne
  - Ryedale GP
  - 2e de Curlew Cup
  - 3e de Otley GP
  - 3e de Essex Two-day
- 2015
  - Coupe de Grande-Bretagne
  - Championne amateur britannique sur route
  - Stafford GP
  - Ryedale GP
  - 3e de Otley GP
  - 3e de Tour of the Reservoir
  - 3e de Hillingdon GP
- 2016
  - Coupe de Grande-Bretagne
  - Ryedale GP
  - Curlew Cup
  - Tour of the Reservoir
  - North Bucks GP
  - 2e de Essex Two-day
  - 2e de Manx GP
  - 3e du championnat amateur britannique sur route
- 2017
  - 3e de Cicle Classic
- 2018
  - 3e et 5e étapes de Rás na mBan
  - 2e de Rás na mBan
  - 3e de Lincoln GP
  - 3e de Cicle Classic
  - 3e du Tour of the Reservoir
- 2019
  - 3e du Malderen

## Classements mondiaux
| Année                                 | 2016 | 2017 | 2018 | 2019 |
| ------------------------------------- | ---- | ---- | ---- | ---- |
| Classement UCI                        | 547e | nc   | 714e | 797e |
|                                       |      |      |      |      |
| Légende : nc = non classéSource : UCI |      |      |      |      |